# Belgischer Rundfunk
Der Belgische Rundfunk (BRF), ehemals Belgischer Hör- und Fernsehfunk (BHF), ist die öffentlich-rechtliche Rundfunkanstalt der Deutschsprachigen Gemeinschaft in Ostbelgien. Bis zur Regionalisierung Ende der 1970er Jahre war er integraler Bestandteil der staatlichen Radiodiffusion-Télévision Belge/Belgische Radio en Televisie (RTB/BRT). Der Sender mit heute rund 70 festen Mitarbeitern und Sitz in Eupen strahlt zwei Hörfunkprogramme und ein Fernsehprogramm aus. Sendestudios befinden sich außer in Eupen noch in Sankt Vith (Regionalstudio) und in Brüssel (Hauptstadtstudio).

## Sender
Die Schwerpunkte der Berichterstattung bilden neben dem internationalen und innerbelgischen Geschehen vor allem die Tagesaktualität in der Deutschsprachigen Gemeinschaft mit ihren Gemeinden sowie alle Themen von Belang für die in Ostbelgien lebenden Menschen aus den Dreiländerecken Belgien-Deutschland-Niederlande bzw. Belgien-Deutschland-Luxemburg.

### Hörfunk
Die beiden Programme BRF1/2 werden über UKW, über DAB+ Ostbelgien Kanal 8A und im Kabel im Sendegebiet verbreitet sowie als Internetstream
- BRF1 ist das Nachrichten-, Magazin-, Rock-, Pop- und Klassikprogramm. Das Programm wird zusätzlich ins DAB+ und DVB-T-Ensemble im Gebiet Brüssel-Wallonie eingespeist. Die Nachrichten und Magazine berücksichtigen insbesondere das Bedürfnis der Hörerschaft nach lokalen und regionalen Informationen aus Ostbelgien, das von den deutschen und wallonischen Sendern nicht befriedigt wird.[3]
- BRF2 spielt Schlager- und Volksmusik. Im Wortprogramm gibt es neben Nachrichten auch Sendungen zu Glaubensfragen (katholisch, protestantisch) und Beiträge in verschiedenen Mundarten der Plattdeutschen Gemeinden Ostbelgiens. Das Programm wird ins DAB+-Ensemble im Gebiet Brüssel-Wallonie eingespeist.
- BRF-DLF ist ein Rundfunkprogramm, das in Brüssel und über die flämischen Kabelnetze zu empfangen ist und in Kooperation mit dem Deutschlandfunk produziert wird.

Die UKW-Frequenzen von BRF 1 und 2:
| UKW  | Standort BRF 1              | Kilowatt |
| ---- | --------------------------- | -------- |
| 88,5 | Lüttich-Sendeturm Bol d’Air | 50       |
| 88,8 | Malmedy                     | 0,1      |
| 89,0 | Herbesthal-Rabotrath        | 0,4      |
| 92.2 | Burg-Reuland                | 0,1      |
| 93,4 | Recht (St. Vith)            | 0,1      |
| 94.9 | Wallerode                   | 5        |
| 94,9 | Eupen-Sender Kehrwegstadion | 0,05     |
| 95,2 | Brussegem (BRF-DLF)         | 2        |
| 97,7 | Namur                       | 0,5      |

| UKW   | Standort BRF 2                     | Kilowatt |
| ----- | ---------------------------------- | -------- |
| 91,0  | Lüttich (Rocourt)                  | 0,5      |
| 93,2  | Herbesthal-Rabotrath               | 5        |
| 97,6  | Malmedy                            | 0,1      |
| 98,4  | Eupen-Sender Kehrwegstadion        | 1        |
| 104,1 | Wallerode                          | 20       |
| 105,9 | Raeren-Sender Raeren-Petergensfeld | 0,1      |

### Fernsehen

#### Blickpunkt

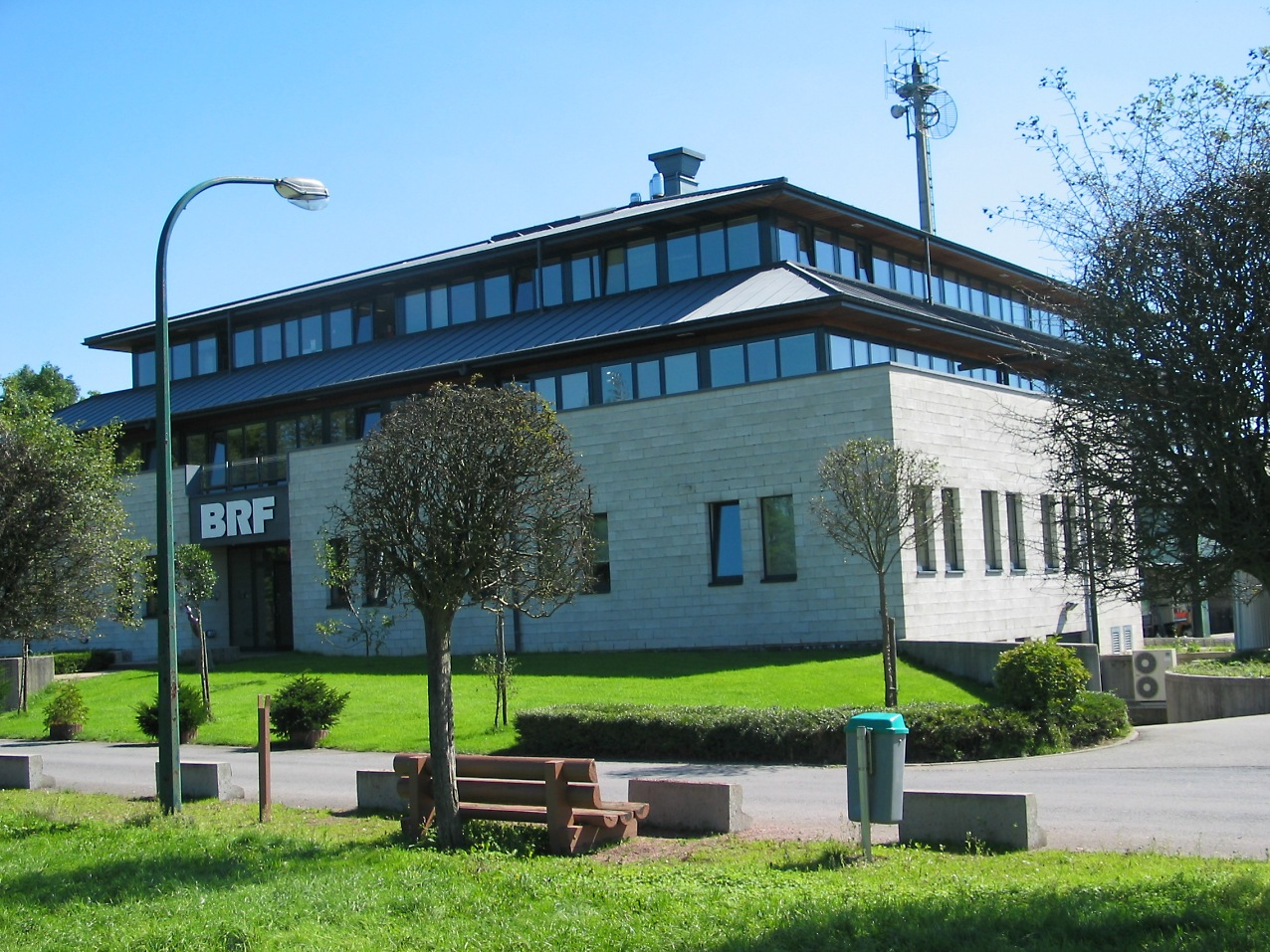
Funkhaus BRF

Das BRF-Fernsehen (früher: KA3) sendet täglich ein rund 10-minütiges regionales Nachrichtenmagazin. Es wird außerdem in einem Programmfenster auf Euronews im Bouquet der RTBF über DVB-T verbreitet. Es konzentriert sich in erster Linie auf die regionale Aktualität und ist über das Kabelnetz, sowie als Stream auf der Seite des BRF zu empfangen. Das eigenproduzierte Programm wird mehrfach wiederholt und durch Programmtafeln ergänzt.
In einer Kooperation mit dem Regionalsender Télévesdre des an die Deutschsprachige Gemeinschaft angrenzenden französischsprachigen Gebiets wird am Wochenende auch dessen Wochenzusammenfassung im BRF-Fernsehen ausgestrahlt.

#### Via Euregio
Seit 2012 gestalten sieben regionale Fernsehsender aus der Euregio Maas-Rhein das erste euregionale Fernsehmagazin Via Euregio für die rund 5 Millionen Einwohner der Grenzregion.
Die beteiligten Sender sind verantwortlich für Auswahl und Ausstrahlung der Themen aus ihrem Sendegebiet. Die Beiträge werden zwischen den verschiedenen Partnern ausgetauscht. Die Programme sind in der Sprache des jeweiligen Sendegebietes untertitelt. Die Themen betreffen Wirtschaft, Sicherheit, Tourismus, Sport, Kultur, Events, Innovationen und vieles mehr. Sie weisen immer einen euregionalen Bezug auf.
Euregio-Partner sind oder waren:
- BRF, Eupen
- RTC Lüttich
- Télévesdre (VEDIA), Verviers (Dison)
- TV Limburg Belgien, Hasselt
- TV Limburg Niederland, Roermond
- Zeitungsverlag Aachen
- NRW.TV, Düsseldorf (bis 8. Januar 2018)

## Internet
Die Internetseite des Senders erfuhr im Juni 2015 einen umfassenden Relaunch. Die einzelnen Produkte des Funkhauses – BRF-Nachrichten, BRF1 und BRF2 – haben eigenständige Seiten erhalten. Darüber hinaus erhielt der BRF eine eigene Online-Mediathek, unter der alle Videos und Fernsehsendungen abrufbar sind.
Gleichzeitig wurde das gesamte Erscheinungsbild des Belgischen Rundfunks modernisiert und vereinheitlicht. Die einzelnen Produkte setzen sich jeweils durch farblich abgestimmte Signets voneinander ab, behalten aber grafisch ihre BRF-Zugehörigkeit.

## Kooperationen
- RTBF (Radio-télévision belge de la Communauté française, vormals RTB/Radiodiffusion-télévision belge) und VRT (Vlaamse Radio- en Televisieomroep, vormals BRT/Belgische Radio en Televisie). Diese Kooperation besteht seit dem 1. Oktober 1945, dem Start der Sendungen in deutscher Sprache in Brüssel.
- Deutschlandfunk Köln: Das Gemeinschaftsprogramm BRF-DLF ist am 15. November 2001 aus der Taufe gehoben worden. Beide Rundfunkanstalten liefern über den Tag verteilt Sendungen für das 24-Stunden-Programm im Raum Brüssel, das über UKW 95,2 MHz zu empfangen ist. Es gibt darüber hinaus einen regelmäßigen Themenaustausch zwischen den beiden Rundfunkanstalten. Auch wird jährlich eine gemeinsame öffentliche Podiumsdiskussion organisiert. 2014 ging es um das Thema „Krieg und Grenzraum“ als Erinnerung an den Ersten Weltkrieg, 2015 behandelte die Debatte die Flüchtlingsproblematik auf europäischer Ebene.
- SWR Trier: Ein täglicher Themenaustausch innerhalb der Europäischen Großregion besteht seit Jahrzehnten zwischen BRF-Studio St. Vith und dem SWR-Studio Trier.
- Radio 100,7: Ein gemeinsames Thema mit dem öffentlich-rechtlichen Sender aus dem Großherzogtum Luxemburg ist die Qualitätssicherung im Journalismus.
- RTR: 2014 haben im Rahmen der Kooperation mit dem Rätoromanischen Rundfunk in Chur unter anderem mehrere Journalistenaustausche und einige gemeinsame Debatten, wie etwa „Die Gefahr der Nähe – Redaktionelle Schwierigkeiten und Herausforderungen in kleinen Senderäumen“, stattgefunden. 2016 lautet das gemeinsame Thema „Internet First“.[8]
- Rai Südtirol ist neben Radio 100,7 und RTR mit dem BRF an einer Peer-Review zu unterschiedlichen Themenschwerpunkten beteiligt.
- 100’5 Das Hitradio: Der Belgische Rundfunk hält über BRF Medien AG 40,8 % der Aktien. 10 % der Anteile liegen bei der PFD Pressefunk GmbH. Jeweils 5 % halten der Zeitungsverlag Aachen und die Grenz-Echo AG. Die verbleibenden 39,2 % der Aktien hält Radio Salü in Saarbrücken. Hierbei nutzt der Radiosender die Infrastruktur des BRF.[9]

## Geschichte

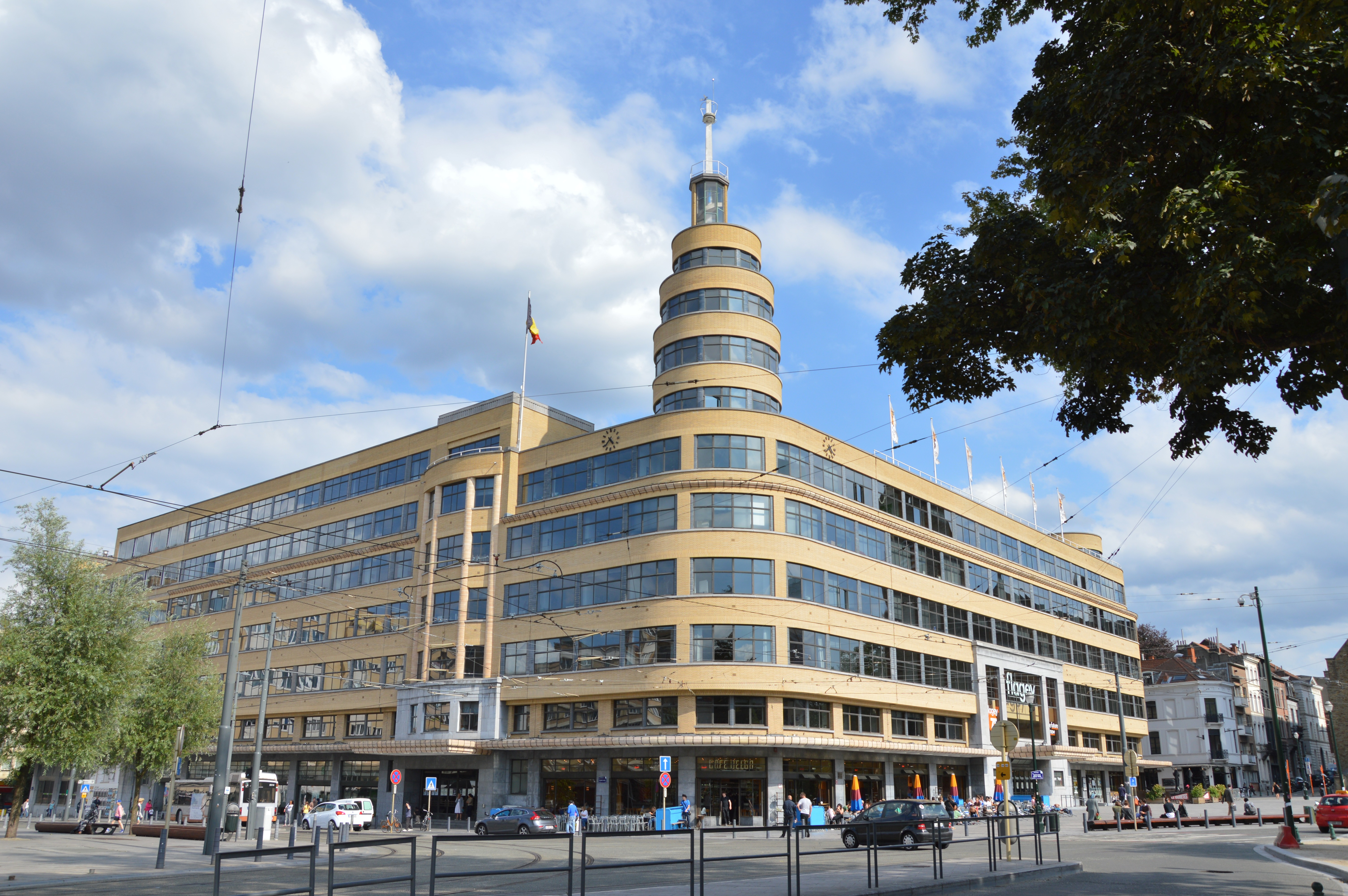
Das ehemalige Funkhaus am Flageyplatz in Brüssel

Die Hörfunksendungen des belgischen Rundfunks in deutscher Sprache gehen auf den 1. Oktober 1945 zurück, als im Funkhaus an der Place Flagey in der Brüsseler Gemeinde Ixelles die ELA (Émissions en langue allemande) mit Irene Janetzky starteten. Nur 20 Minuten täglich dauerte die Sendung. Nach einer bleiernen Anfangszeit unmittelbar nach dem Zweiten Weltkrieg, in der die aus Janetzky und einem weiteren Mitarbeiter bestehende Redaktion über wenig journalistischen Spielraum verfügte und vor allem die offizielle Brüsseler Sicht auf das Land und seine Belange vermitteln sollte, entwickelte sich die Sendung im Laufe der 1970/80er Jahren zu einem ganztägigen Vollprogramm, das in Ostbelgien produziert wird, inmitten der Region, die seither im Fokus der Berichterstattung steht. Später kamen BRF2 und für die Brüsseler Region ein gemeinsames Programm von BRF und Deutschlandfunk (DLF) hinzu.

### Brüssel spricht zur Minderheit in Ostbelgien (1945–1969)
Nur 20 Minuten täglich dauerten die ELA (Émissions en langue allemande) mit Irene Janetzky, die vom reichweitenschwachen Mittelwellensender in Aye im Nordwesten der belgischen Provinz Luxemburg ausgestrahlt wurden und belgische und internationale Nachrichten, eine tägliche Chronik sowie französische Sprachkurse enthielten. Mit diesem Angebot wandte sich die erste Redakteurin und Sendeleiterin aus einem Studio im Brüsseler Funkhaus an die deutschsprachigen Landsleute in Ostbelgien in deren Muttersprache, was unmittelbar nach dem Ende der deutschen Besatzung Belgiens keine Selbstverständlichkeit war. 1952 sollte die Sendung wegen fehlender Geldmittel eingestellt werden, doch Janetzky gelang es, den damaligen belgischen Premierminister, Achille Van Acker, von der Notwendigkeit eines Programms für die deutschsprachige Minderheit im Osten des Landes zu überzeugen, sodass der Sendebetrieb weitergeführt werden konnte.
„Der Anfang dieser Sendung war klar und durch die politischen Verhältnisse vorgegeben: Sie sollte die schnelle Integration der deutschsprachigen Bevölkerung in Belgien über das Radiomedium fördern und eine regelmäßige Verbindung zwischen den Ostkantonen und dem Inland schaffen“, analysiert der spätere Redakteur Hubert Jenniges, auf die frühen Jahre des Senders zurückblickend. Im Programm tauchten zwar auch zunehmend ausländische Korrespondentenberichte auf, meist Übernahmen des internationalen Dienstes des französischsprachigen belgischen Rundfunks; hinzu kamen in unregelmäßigen Folgen Berichte von Mitarbeitern in europäischen Hauptstädten, doch, so Jenniges weiter, „es kann wohl als Zeichen jener Zeit angesehen werden, dass das deutschsprachige Programm über keinen Korrespondenten in Bonn verfügte. Die politischen Umstände waren dazu wohl noch nicht gegeben.“ Im ersten Nachkriegsjahrzehnt beabsichtigte die belgische Regierung noch die Assimilation der deutschsprachigen Minderheit an die französische Kultur, keinesfalls jedoch irgendeine Rückkopplung an die Gebiete jenseits der deutsch-belgischen Grenze, für deren Überquerung bis zum Ausgleichsvertrag zwischen dem Königreich Belgien und der Bundesrepublik Deutschland von 1957 nur begrenzt Passierscheine ausgegeben wurden.
In den Aufbaujahren erhielt Sendeleiterin Janetzky redaktionelle Unterstützung von ihrem Stiefvater, dem belgischen Historiker Bernhard Willems, der seit den 1930er Jahren Abhandlungen über die Geschichte Ostbelgiens und seiner Ortschaften publizierte. Aus dem überwiegend französischsprachigen Malmedy berichtete Henri Binot, der vor allem für die Themen Tourismus und Folklore zuständig wurde, während Paul Margraff Berichte aus dem Süden Ostbelgiens (Sankt Vith) und Nick Bellens das „Eupener Mosaik“ beisteuerten. Regelmäßige Beiträge kamen auch von Kurt und Alice Grünebaum, die zugleich Autoren der Eupener Tageszeitung Grenz-Echo waren und vor dem Zweiten Weltkrieg als Emigranten nach Brüssel gekommen waren. Zur Hörerbindung trug maßgeblich die Wunsch- und Grußsendung „Soldatenfunk“ bei. Neben der Verwaltung des deutschsprachigen Programms – zu der in regelmäßigen Abständen das Aushandeln des Budgets mit dem Nationalen Rundfunk-Institut (INR/NIR) und später mit der RTB und BRT gehörte – produzierte Janetzky zahlreiche Sendebeiträge auf der Grundlage von Gesprächen mit belgischen und ausländischen Persönlichkeiten sowie aktuelle Reportagen und Chroniken aller Art.
Bis 1960 standen die deutschen Sendungen unter der Aufsicht des 1930 gegründeten und 1937 in eine französischsprachige und eine niederländischsprachige Sektion geteilten Nationalen Rundfunk-Instituts INR/NIR. Es wurde 1960 aufgelöst und machte Platz für zwei öffentlich-rechtliche Sendeanstalten: RTB (Radiodiffusion Télévision Belge) und BRT (Belgische Radio en Televisie), die abwechselnd für die deutschsprachigen Sendungen verantwortlich zeichneten und sie zu finanzieren hatten.

### Ausbau und Aufstieg zum Sprachrohr der deutschsprachigen Belgier
Von 1961 an wurde das weiterhin in Brüssel unter der Leitung von Irene Janetzky produzierte deutsche Programm über den UKW-Sender Lüttich verbreitet und 1964 offiziell in Belgischer Hör- und Fernsehfunk (BHF) umbenannt. 1977 erfolgte die Gründung des Belgischen Rundfunk- und Fernsehzentrums der Deutschsprachigen Gemeinschaft (BRF) in Eupen. Sendete man von 1965 an zwei Stunden täglich (von 19 bis 21 Uhr) und ab 1969 vier Stunden (von 12 bis 14 Uhr und von 18 bis 20 Uhr, sonntags von 17 bis 21 Uhr), so erweiterten sich die deutschsprachigen Sendungen insbesondere seit dem Umzug nach Eupen kontinuierlich. Noch in den 1970er Jahren kam eine Morgensendung hinzu; später wurden die zunächst mit französischen Sendungen aus dem ersten Hörfunkprogramm der RTB gefüllten Sendepausen mit deutsch moderierten Sendungen (Schulfunk, Diskussionsrunden, Musik) gefüllt. Am 1. April 1983 wurde ein Ganztagsprogramm bis in die Abendstunden eingerichtet, das seither eine kontinuierliche Versorgung der deutschsprachigen Hörerschaft der belgischen Ostkantone gewährleistet.
Die Erweiterung des Programms ab Ende der 1960er Jahre ging mit einer strategischen und inhaltlichen Weiterentwicklung einher, die es ermöglichte, ein schließlich größeres Meinungsspektrum der deutschen Sprachgruppe in Ostbelgien abzubilden. In den ersten Jahrzehnten ihres Bestehens beruhten die von der ELA verbreiteten Nachrichten weitgehend auf Material, das von der französischsprachigen RTB übernommen und ins Deutsche übersetzt wurde und in dem sich ein zentralstaatlicher oder walloniezentrierter Blick auf die belgische Politik widerspiegelte. Eine stark belgizistische und zudem dezidiert parteipolitische Ausrichtung hatte auch die führende Tageszeitung der Region, das Grenz-Echo aus Eupen, unter ihrem Chefredakteur Henri Michel, der das Blatt von 1932 bis 1965 leitete und energisch den Kurs der Christlich Sozialen Partei (CSP) vertrat. Da sich auf Dauer keine weitere deutschsprachige Zeitung auf dem ostbelgischen Markt etablieren konnte, verfügte das Grenz-Echo, zumindest im Bereich der Druckerzeugnisse, bis ins Jahr 1965, in dem die Aachener Volkszeitung (später Aachener Zeitung) eine ostbelgische Lokalausgabe ins Leben rief, über das Meinungsmonopol im deutschsprachigen Teil Belgiens; der sich erst langsam entwickelnde deutschsprachige belgische Rundfunk trat demgegenüber zunächst kaum mit eigenen Standpunkten hervor. Das änderte sich erst allmählich im Laufe der 1960er und 1970er Jahre. So erhielt die BHF-Redaktion 1965/66 mit dem Zugang zu den Nachrichtendiensten dpa (Deutsche Presseagentur) und Belga zwei wichtige Quellen, mit denen das RTB-Nachrichtenmaterial ergänzt werden konnte.
Zum politischen Druck, dem sich dabei die Redakteure seitens der noch unangefochten regierenden CSP und ihrer Gefolgsleute ausgesetzt gesehen hätten, bemerkt Freddy Derwahl: „Uns jungen Journalisten waren meist die Hände gebunden. Erst 1968 hatten wir [...] mitansehen müssen, wie den in Ostbelgien antretenden Liberalen selbst die Anzeigen [in der lokalen deutschsprachigen Presse] verweigert wurden.“ Und weiter: „Es gab kein freies Wort in Ostbelgien. [In den Medien wurde] im Vorfeld von Ausschreibungen und Ernennungen bereits gesiebt. Kam es dennoch zu unvorhersehbaren Berichten, griff die politische Kontrolle geräuschlos, jedoch effizient durch. Die abschreckenden Beispiele [...] schneller Rausschmisse schafften eine Atmosphäre permanenter Vorsicht.“
Doch nicht allein parteipolitische Konkurrenz sei bis in die Redaktionen hinein spürbar gewesen, auch jedwede tatsächliche oder nur vermutete regionalistische Tendenz habe Widerstand geweckt. „Der politische Druck von außen lastete [...] auf den Redakteuren“, erinnert sich Paul Maraite, bis 2010 BRF-Journalist in Eupen. „Zum einen, weil die ersten Gehversuche des neuen Mediums in den unmittelbaren Nachkriegsjahren von den politisch Verantwortlichen mit Argwohn beobachtet wurden; zum anderen, weil sich die Entwicklung in einem parteipolitischen Kontext vollzog, in dem jeder Versuch ostbelgischer Kreise, sich allmählich von Brüssel [...] abzunabeln, unterdrückt wurde. Auch die ,Sendungen in deutscher Sprache' [...] verspürten nicht selten den drohenden Zeigefinger von Parteien, die sich nicht aus der Klammer [ihrer] Brüsseler Zentralen zu lösen vermochten.“ Der Beratende Kulturausschuss, das erste Aufsichtsorgan über den jungen Rundfunk, habe „in geschlossener Gesellschaft“ und „mit Argusaugen“ darüber gewacht, dass sich die Redakteure „keine autonomistischen Ausrutscher leisteten“.
In diesem Zusammenhang erwähnt Derwahl eine Initiative, die einem Tabubruch geglichen habe: „Der [...] BHF hatte [...] die Frage der historischen Entwicklung des deutschsprachigen Gebietes in einer Sendereihe thematisiert und sich dabei [...] auch vor den Stellungnahmen kritischer Beobachter nicht gescheut.“ Durch solche auch Kontroversen wagende Beiträge sei langsam eine Atmosphäre entstanden, die dazu beigetragen habe, dass es bei den Kommunalwahlen 1970 zum Machtwechsel kam: dem Verlust des Alleinvertretungsanspruchs der Christlich-Sozialen. „Als Aachener-Volkszeitungs-Redakteur mit den [...] Ereignissen hautnah konfrontiert, weiß ich mich gut zu erinnern, dass es der Brüsseler Rundfunkredaktion und der AVZ-Ostbelgien schließlich gelungen war, die Wand offiziellen Schweigens zumindest so zu durchlöchern, dass sich [...] eine kräftige demokratische Mehrheit für den Wechsel entwickeln konnte. [...] Das entscheidende Klima hatten [...] unbehagliche, mit Beschimpfungen verfolgte Journalisten geschaffen.“ Dieser Wechsel brachte für den BHF umfassende strukturelle Veränderungen: Nicht mehr die Hauptstadt Brüssel mit Parlament, Ministerien, Botschaften sowie den europäischen und transatlantischen Einrichtungen sollte fortan im Mittelpunkt der Berichterstattung stehen, sondern zunehmend das deutschsprachige Ostbelgien. Von hier wurde mehr und mehr berichtet, und hierhin zogen Redaktion und Studios wenige Jahre später ganz um.
Über die Phase des Umbruchs und der Konsolidierung in der ostbelgischen Medienlandschaft schreibt der belgische Historiker Andreas Fickers, seit 2013 Lehrstuhlinhaber für Zeitgeschichte an der Universität Luxemburg:
„Bereits 1963 war Hubert Jenniges, der schon während seiner Studentenzeit in Löwen an den ELA-Sendungen mitgearbeitet hatte, [...] nach Brüssel gezogen, um dort als ‚fester freier’ Mitarbeiter in die Nachrichtenredaktion einzusteigen. In den folgenden Jahren führte Jenniges das Format der Rundtischgespräche ein. Hierdurch wurde der Rundfunk aktiver Gestalter der regionalpolitischen Öffentlichkeit, was ihm dank der dem Rundfunk eigenen Authentizität und Unmittelbarkeit zu wachsender Anerkennung und Hörertreue verhalf.“ Zwar hätten viele dieser Gespräche aus heutiger Sicht ein wenig steif und formell gewirkt, doch seien sie in den 1960er Jahren eine rundfunktechnische Innovation in Ostbelgien gewesen und hätten „eine demokratische Plattform en miniature“ erzeugt. Als Forum eines ungefilterten Meinungsaustauschs gaben die Gesprächsrunden den Zuhörern die Möglichkeit der unmittelbaren Teilhabe am politischen Diskurs.
„Diese Bemühungen, den BHF durch [...] Live-Übertragungen oder O-Ton-Aufnahmen aus der Region zu einem lebendigen Instrument [...] des Regionalisierungsprozesses zu machen, korrelierten zeitlich mit einer Intensivierung der Autonomiedebatte“, stellt Fickers des Weiteren fest. Neben Jenniges wurden 1969 mit Peter Thomas und Horst Schröder zwei junge Akademiker als Journalisten eingestellt, die für eine Intensivierung der aktuellen Berichterstattung sorgten und dies auch in einem neuen journalistischen Stil taten. „Während ihrer Studentenzeit in Löwen hatten beide die zunehmende Radikalisierung des flämisch[-wallonisch]en Konfliktes [...] erfahren und waren [...] sensibilisiert für Fragen, die sich auf nationaler wie regionaler Ebene im Kontext der Debatte um die Kulturautonomie aufdrängten.“
Die Ausweitung des täglichen Programms und die Profilierung der politischen Berichterstattung kamen bei der Zielgruppe gut an. Wurde nach einer repräsentativen Umfrage von 1970 der BHF sonntags noch von nur 25 Prozent der deutschsprachigen Ostbelgier und wochentags von 14 Prozent regelmäßig eingeschaltet und war jahrzehntelang davon auszugehen, dass die Deutschsprachigen vor allem den Nordwestdeutschen, später Westdeutschen Rundfunk (NWDR/WDR) und das deutsche Programm von Radio Luxemburg hörten, die sie ganztags in ihrer Muttersprache mit Unterhaltung und Informationen (wenn auch ohne ostbelgischen Regionalbezug) versorgten, so wurde seit dem oben beschriebenen Wandel im BHF/BRF-Programm der deutschsprachige belgische Sender zum meistgehörten in Ostbelgien. (Die Tagesreichweite von BRF1 lag laut einer Umfrage von 2017 bei 32 Prozent, jene von BRF2 bei 21 Prozent. 91 Prozent der Befragten bewerteten die Berichterstattung als ausgewogen.) Der Bedarf an regionaler Information wird hier offenbar besser befriedigt als durch externe Sender, die viel von ihrer Attraktivität verloren. Unterdessen darf die Erziehung der deutschsprachigen Bevölkerung hin zur französischen Sprache und Kultur der Wallonie als nur partiell gelungen betrachtet werden. Vor dem Hintergrund der Ausbildung einer flämischen und wallonischen Autonomie und schließlich der Föderalisierung des belgischen Staates verbesserte sich auch die Position der Deutschsprachigen; dazu trug der BHF/BRF als Medium der politischen und kulturellen Meinungsbildung bei.
Journalisten und Moderatoren, die über die Wellen des BHF/BRF schon in der Pionierzeit der 1960er und 1970er Jahre und meist auch später noch beinahe täglich zu hören waren, sind die langjährigen Nachrichtenredakteure Rudi Klinkenberg, Freddy Derwahl, Hubert Jenniges, Hans Engels, Paul Maraite und Peter Thomas sowie die Moderatorinnen Sigrid (Dollendorf), Connie, Margot und die Niederländerin Annemarie (van Parijs). Ein beliebter Höhepunkt des Wochenprogramms war lange Zeit das Wunschkonzert mit Sigrid und Connie am Sonntagabend. Später war Walter Eicher bis zum Eintritt in den Ruhestand 2008 leitender Musikredakteur, der u. a. Chanson-, Jazz- und Klassiksendungen ins Programm brachte. Seither sind Hans Reul und Charles Dosquet für die Musikauswahl der beiden Radioprogramme BRF1 und BRF2 zuständig.
Im Jahr 2020 feierte der BRF seinen 75. Geburtstag mit einer Sendereihe zur Geschichte Ostbelgiens. Die offiziellen Geburtstagsfeiern wurden wegen der Corona-Krise abgesagt oder verschoben.
Der Sender ist mit BRF2 auch ein Sprachrohr der plattdeutschen Minderheit in der Wallonie und es wird die Gemeinde Plombières (bis 1919 offiziell Bleyberg), so auch regelmäßig noch in deutschsprachigen Medien Ostbelgiens, als
Bleyberg bezeichnet.

### Kooperationen und Diversifizierung
In den 1990er Jahren gründete der BRF gemeinsam mit der BBC ein Programmstudio in Brüssel (1993). 1995 bezog der BRF das neue Funkhaus am Eupener Kehrweg. Seit Oktober 1999 sendet der BRF ein tägliches Fernsehmagazin über das Kabelnetz der Deutschsprachigen Gemeinschaft. Mittlerweile ist der BRF durch das Internet weltweit abrufbar. Seit dem 15. November 2001 gestalten der BRF und der Deutschlandfunk (DLF) Köln auf der Brüsseler Frequenz 95,2 MHz ein gemeinsames Programm für die deutschsprachige Hörerschaft in der belgischen Hauptstadt. Im Jahr 2001 wurden die Sendungen des BRF in die Hörfunkwellen BRF1 und BRF2 getrennt; Näheres zu den Wellenprofilen siehe oben.
Von 1983 bis 1996 arbeitete der spätere Leiter der „heute“-Redaktion des ZDF, Luc Walpot, als Redakteur beim BRF.
Seit Mai 2012 ist Toni Wimmer Direktor des Belgischen Rundfunks. Die Jahresberichte des Belgischen Rundfunks sind der Öffentlichkeit zugänglich.
2014 wurde im ehemaligen Funkhaus und heutigen Kulturzentrum an der Brüsseler Place Flagey eine Gedenktafel für die 2005 gestorbene Gründerin und Leiterin des deutschen Programms von 1945 bis 1974, Irene Janetzky, anlässlich ihres 100. Geburtstags enthüllt.
Im Mai 2017 gab der BRF den Rücktritt von Chefredakteur Rudi Schroeder bekannt. Stephan Pesch, bis zu diesem Zeitpunkt Studioleiter in St. Vith, setzte sich in einem internen Bewerbungsverfahren durch und füllt am 1. Juli 2017 die vakante Stelle des Chefredakteurs.